# Gumpold von Passau
Gumpold († 932) war von 915 bis 932 der 15. Bischof von Passau.
Wegen der Besetzung seines Bistums durch die Ungarn war er in seiner Amtsführung stark behindert. 
Gumpold nahm wahrscheinlich an der Synode von Hohenaltheim teil.